# Alfred Brehm

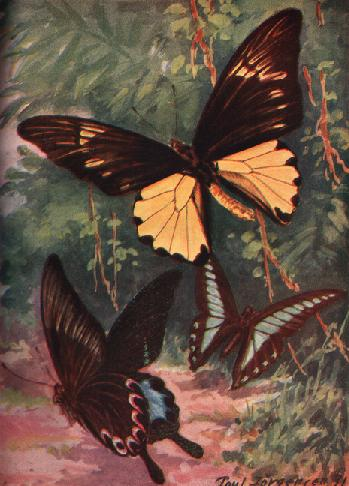

Alfred Edmund Brehm (n. 2 februarie 1829, Unterrenthendorf, acum numită Renthendorf — d. 11 noiembrie 1884, Renthendorf) a fost un zoolog și scriitor german, fiul lui Christian Ludwig Brehm.
Datorită cărții Brehms Tierleben (Viața animalelor), numele său a devenit sinonim pentru literatura zoologică.